# 山东省人民代表大会常务委员会
山东省人民代表大会常务委员会（简称山东省人大常委会）是山东省人民代表大会的常设机构，在山东省人大全体会议闭会期间代为行使其权力。同级类似机构为山东省政协，为咨询机关。

## 历史沿革
1977年12月，山东省第五届人民代表大会第一次会议召开，标志着人民代表大会制度在山东省的恢复。1979年7月，五届全国人大二次会议通过《关于修正中华人民共和国宪法若干规定的决议》，其中规定：“县和县以上地方各级人民代表大会设立常务委员会，它是本级人民代表大会的常设机关”。1979年12月22日，山东省五届人大二次会议选举产生山东省人民代表大会常务委员会，赵林当选主任。

## 办事机构
山东省第十三届人民代表大会常务委员会设有以下机构：
- 办公厅（下设若干处）
- 机关党委
- 机关纪检组
- 研究室
- 法制工作委员会
- 预算工作委员会
- 人事代表工作委员会

## 历届组成人员

### 第五届
- 任期：1979年12月－1983年4月
- 主任：赵林
- 副主任：刘秉琳（1979年12月－1982年3月）、赵峰、张晔、李予昂、徐建春、陈雷、张竹生、杨介人、朱本正、张富贵、曾呈奎、周志俊、王捷臣、王保民（1981年12月－1983年4月）、刘干（1981年12月－1983年4月）
- 秘书长：赵国栋

### 第六届
- 任期：1983年4月－1988年2月
- 主任：秦和珍（1983年4月－1985年6月） → 李振（1985年6月－1988年2月）
- 副主任：徐雷健、高逢五、张晔（1983年4月－1985年6月）、陈雷（1983年4月－1985年6月）、张竹生、徐建春、林萍、杨介人（1983年4月－1985年6月）、曾呈奎、周志俊、王捷臣（1983年4月－1983年12月）、王保民（1983年4月－1985年6月）、刘干（1983年4月－1985年6月）、张富贵（1983年4月－1985年6月）、萧寒（1985年6月－1983年4月）、冯立族（1986年5月－1988年2月）、卢洪（1986年5月－1988年2月）、许森（1986年5月－1988年2月）、严庆清（1986年5月－1988年2月）
- 秘书长：张子明

### 第七届
- 任期：1988年2月－1993年4月
- 主任：李振
- 副主任：卢洪、萧寒、王树芳、徐建春、林萍、曾呈奎、许森（1988年2月－1991年5月）、严庆清、李晔、马绪涛、杨兴富（1989年3月－1990年2月）、苗枫林（1992年3月－1993年4月）、郭松年（1992年3月－1993年4月）、徐学孟（1992年3月－1993年4月）
- 秘书长：徐学孟

### 第八届
- 任期：1993年4月－1998年4月
- 主任：李振（1993年4月－1996年2月） → 赵志浩（1996年3月－1998年4月）
- 副主任：马仲才、王树芳（1993年4月－1996年2月）、苗枫林、郭松年、徐建春、马世忠、郭长才、严庆清、马绪涛（1993年4月－1995年10月）、徐学孟、赵林山（1995年2月－1998年4月）、王渭田（1996年3月－1998年4月）
- 秘书长：赵林山（1993年4月－1995年2月） → 王懿诚

### 第九届
- 任期：1998年4月－2003年4月
- 主任：赵志浩（1998年4月－2002年3月） → 韩喜凯（2002年3月－2003年4月）
- 副主任：李文全（1998年4月－2002年3月）、张瑞凤（1998年4月－2002年3月）、董凤基、王玉玺、王克玉、张宗亮、王渭田、何宗贵、王道玉、墨文川、莫振奎（2001年2月－2003年4月）
- 秘书长：王懿诚（1998年4月－2002年3月） → 裴秀堂

### 第十届
- 任期：2003年4月－2008年1月
- 主任：张高丽
- 副主任：张宗亮（2003年4月－2006年1月）、邵桂芳、王道玉（2003年4月－2007年2月）、墨文川、黄可华、莫振奎、时立军、曹学成、李明先、朱正昌（2005年1月－2008年1月）、陈延明（2006年1月－2008年1月）、高新亭（2007年2月－2008年1月）、鲍志强（2007年2月－2008年1月）
- 秘书长：裴秀堂（2003年4月－2007年2月） → 刘玉功

### 第十一届
- 任期：2008年1月－2013年1月
- 主任：李建国（2008年1月－2009年2月） → 姜异康（2009年2月－2013年1月）
- 常务副主任：高新亭
- 副主任：时立军、鲍志强、崔曰臣、刘玉功、温孚江、连承敏（2011年2月－）
- 秘书长：王文升

### 第十二届
- 任期：2013年1月－2018年1月
- 主任：姜异康（2013年1月－2017年4月） → 刘家义（2017年4月[3]－2018年1月）
- 副主任：柏继民、贾万志、温孚江、尹慧敏、建成、宋远方
- 秘书长：

### 第十三届
- 任期：2018年1月－2023年1月
- 主任：刘家义（2018年1月－2021年10月） → 李干杰（2021年10月－2023年1月）
- 副主任：晓明（2018年1月－2021年2月）、王随莲、王良、齐涛、王云鹏、王华、杨东奇（2022年1月－2023年1月）、张江汀（2022年1月－2023年1月）、孙立成（2022年1月－2023年1月）
- 秘书长：齊濤（2018年1月－2019年2月） → 孙建功（2019年2月－2022年1月） → 惠新安（2022年1月－2023年1月）

### 第十四届
- 任期：2023年1月—
- 主任：林武
- 副主任：杨东奇、孙立成、王随莲、王良、范华平、王艺华、徐海荣（2025年1月—）、赵豪志（2025年1月—）
- 秘书长：张斌